# Slånhöstmal
Slånhöstmal, Ypsolopha horridella, är en fjärilsart som först beskrevs av Georg Friedrich Treitschke 1835.  Slånhöstmal ingår i släktet Ypsolopha, och familjen höstmalar, Ypsolophidae. Arten är reproducerande i både Sverige och Finland och enligt respektive rödlista är arten livskraftig, LC i båda länderna.

## Bildgalleri

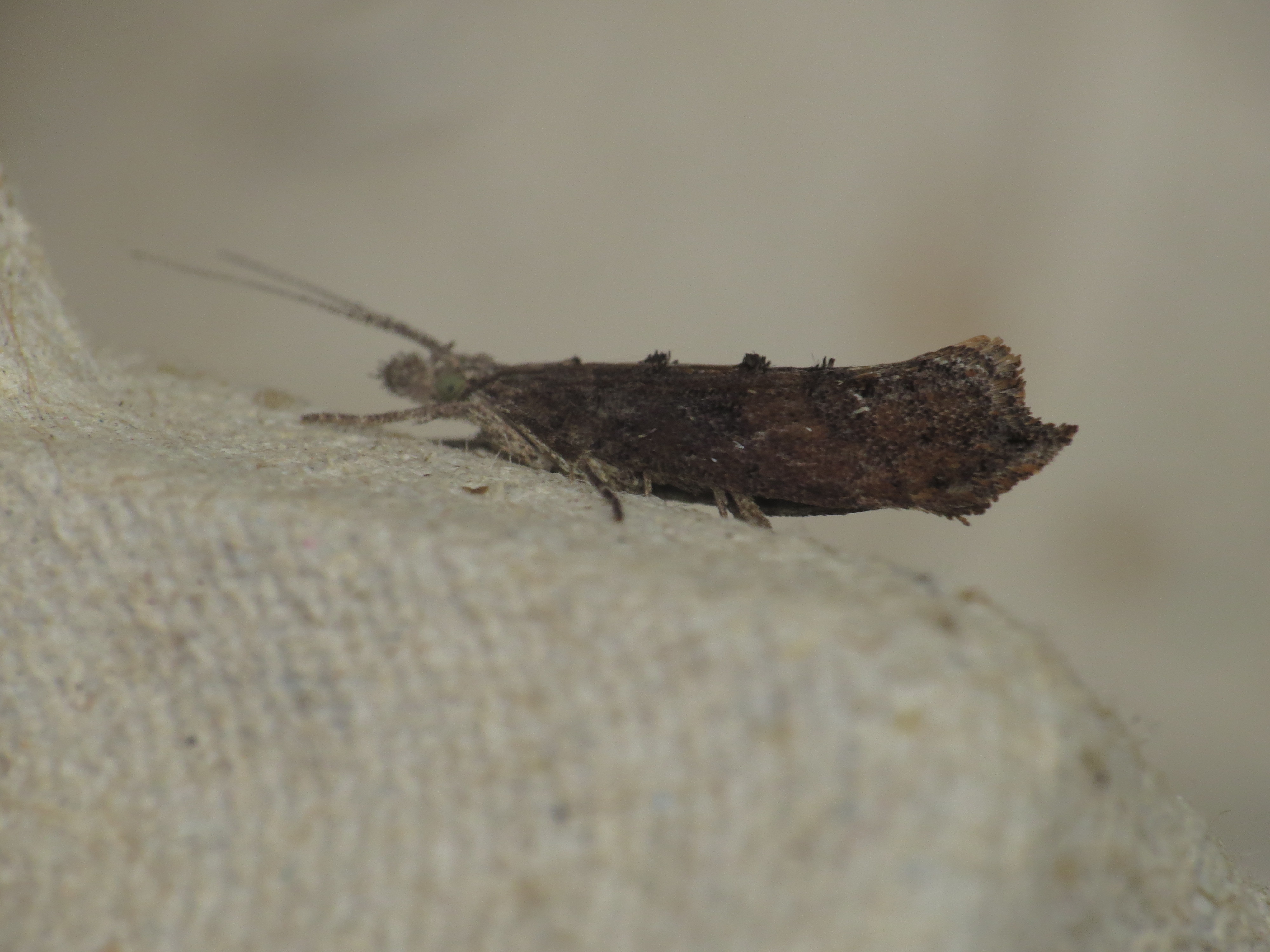
Imago fjäril.
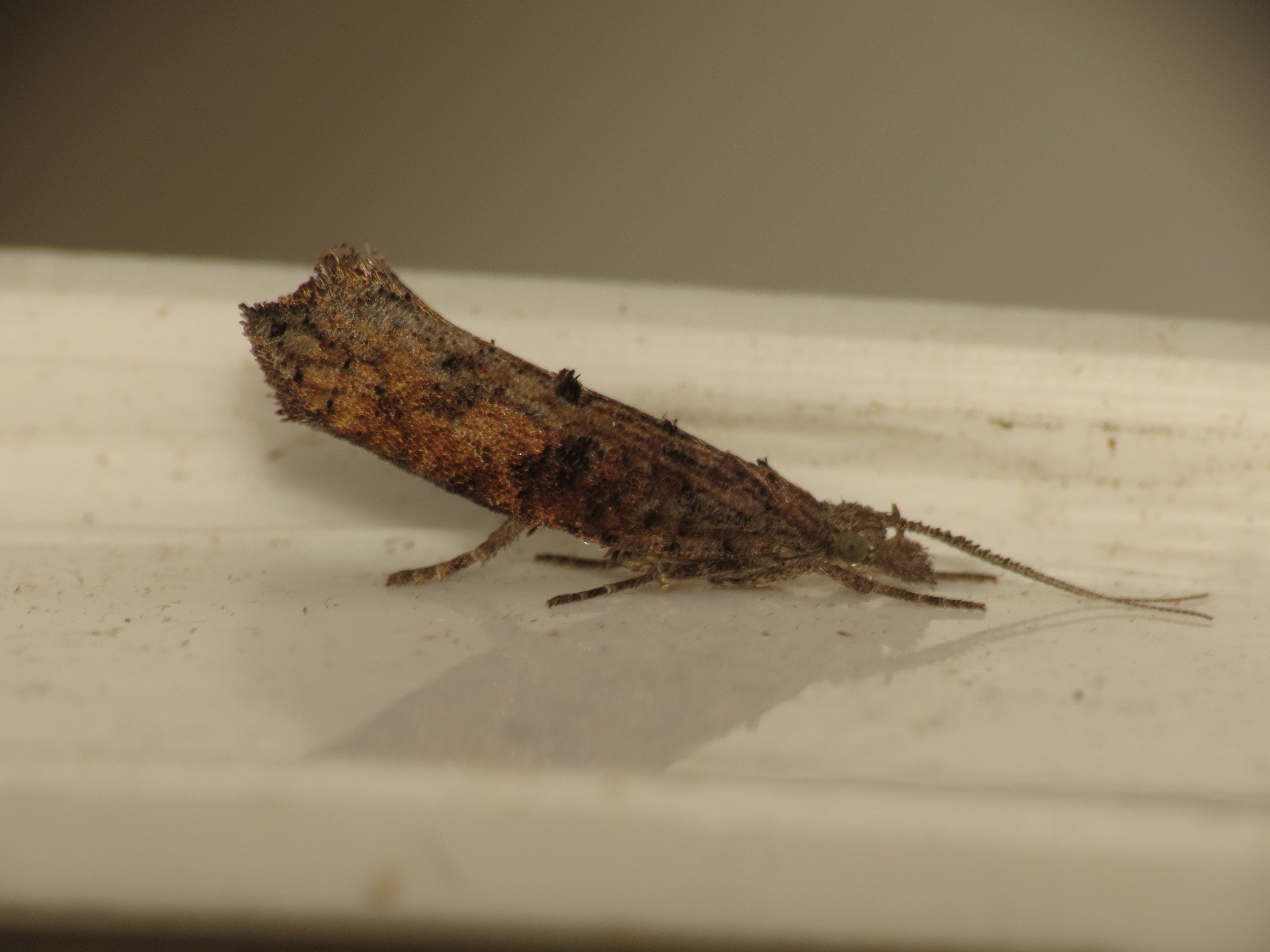
Imago fjäril
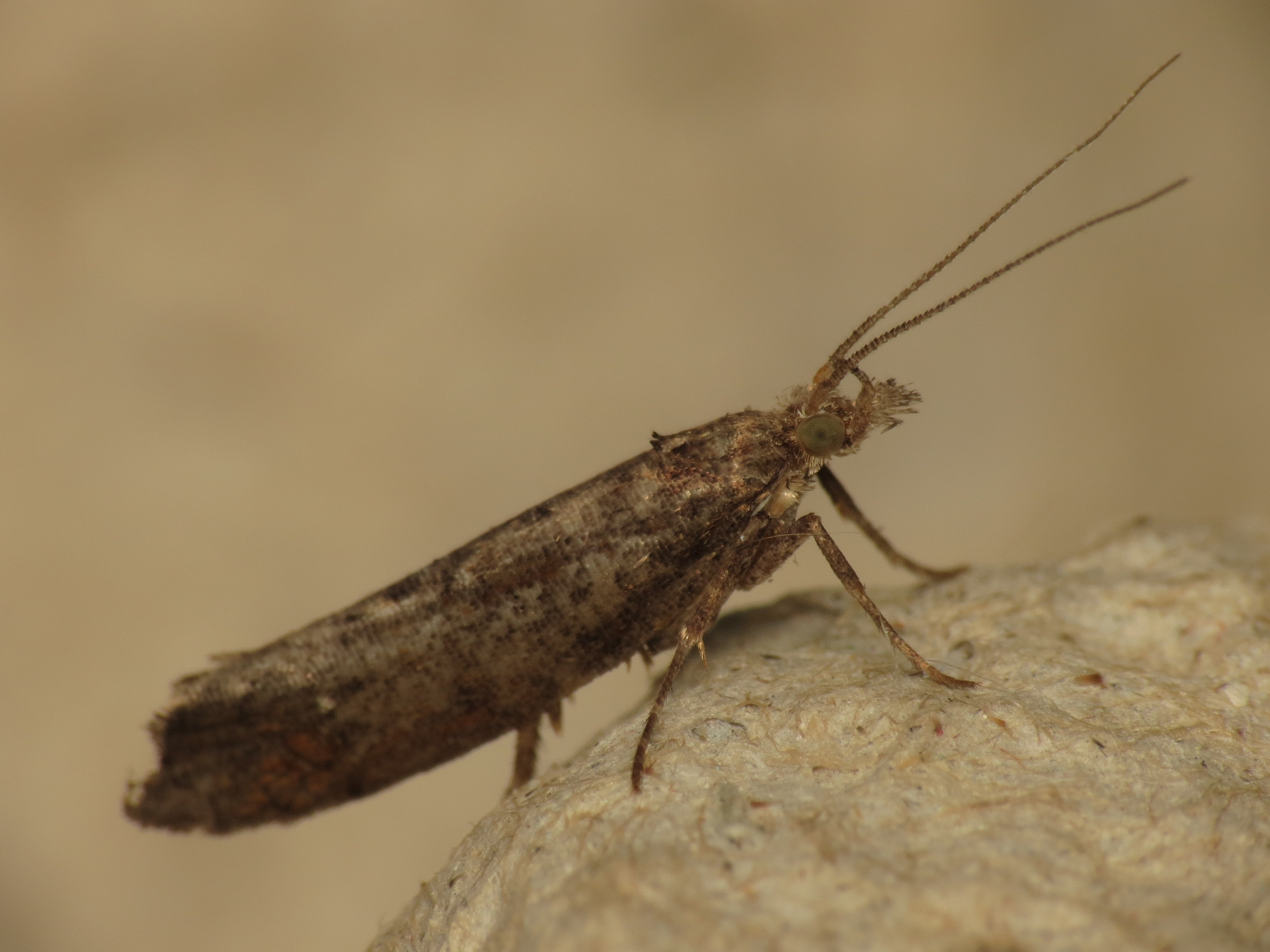
Ännu en imago fjäril